# Ko Mak
Ko Mak (thaï: เกาะหมาก, API :[kɔ̀ʔ màːk]) est une petite île Thaïlandaise située dans la baie de Bangkok, dans la province de Trat. Sa superficie est d'environ 16 km2.

## Histoire
Le roi de Thaïlande Chulalongkorn plante la première plantation de noix de coco sur l'île vers 1880. Il vend par la suite la plantation à un homme d'affaires chinois, Luang Prompakdii. 
Actuellement, en 2020, 5 grandes familles vivant depuis plusieurs générations sur l'île, parmi lesquelles trois sont des descendants de chinois, possèdent près de 95 % de l'île.

## Géographie
L'île de Ko Mak est située proche du Cambodge et proche de l'île de Ko Chang (217 km2) située au Nord. Au Sud, il y a l'île de Ko Kut (162 km2).
Près de 400 citoyens thaïlandais vivent sur cette île.

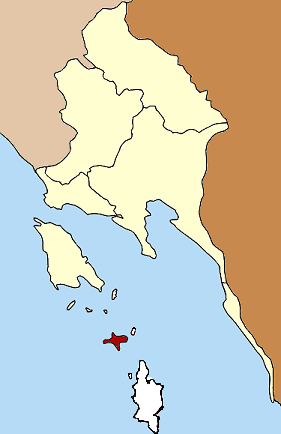
Île de Ko Mak en rouge, île de Ko Chang au Nord et île de Ko Kut au Sud

L'île vit de la pêche, de la culture de l'hévéa et des noix de coco ainsi que du tourisme.

## Tourisme
Pas de tourisme de masse mais un tourisme modéré et raisonnable : l'île de Ko Mak n'a par exemple accueilli que 120 000 visiteurs en 2014.
Les premiers touristes s'arrêtent sur l'île en 1974 quand les premiers bungalows y sont construits dans l'est de l'île. Le premier hôtel est construit en 1987. Depuis 2017, il y a un fort développement touristique : on compte en 2020 une trentaines de resorts (villages de vacances...) et de nombreux autres sont en construction. 

On peut accéder à cette île par bateau soit depuis la ville de Trat (40 minutes de traversée), soit depuis les îles de Ko Chang ou de Ko Kut (Koh Kood).

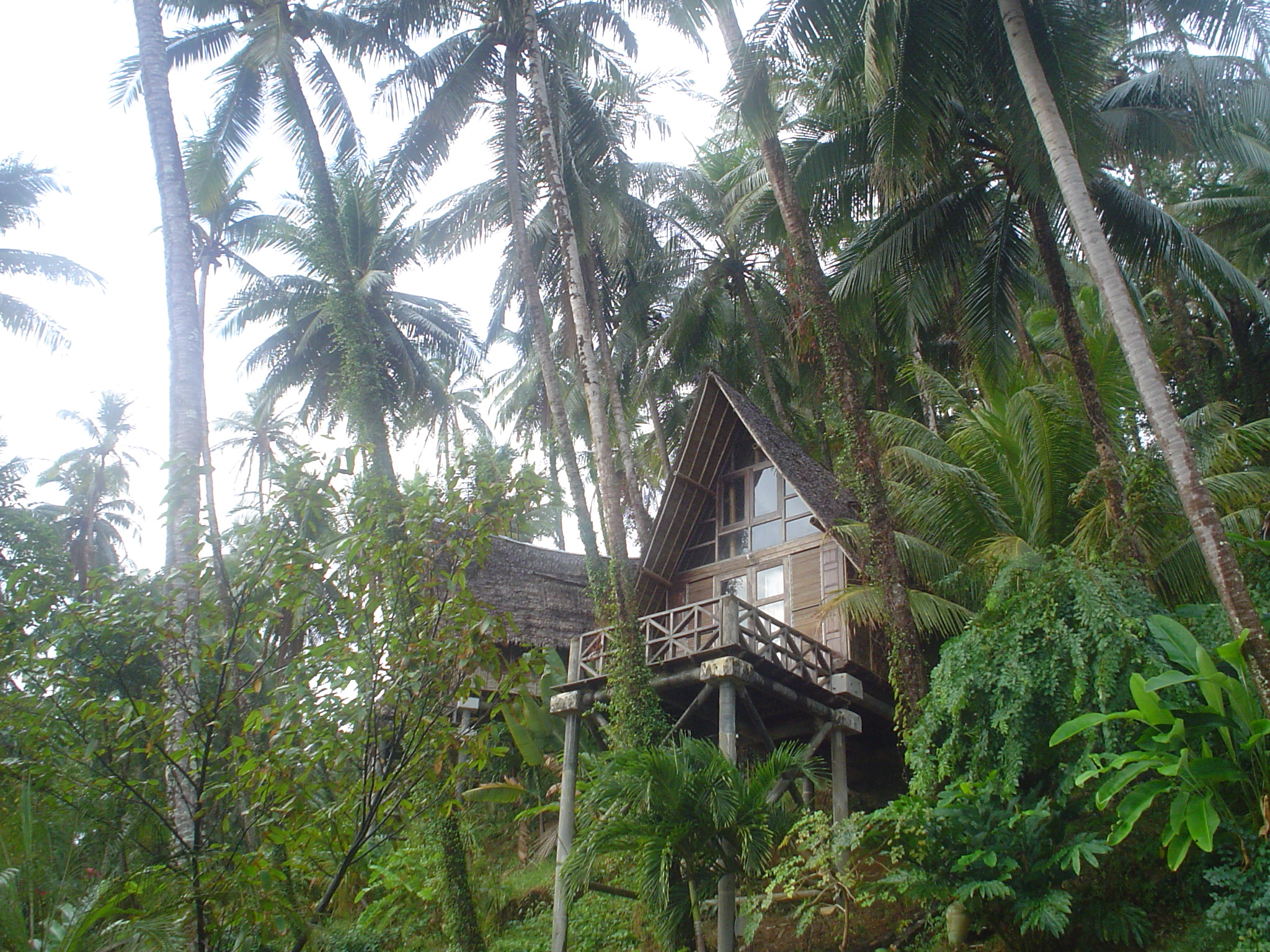
Bungalow

## Galerie

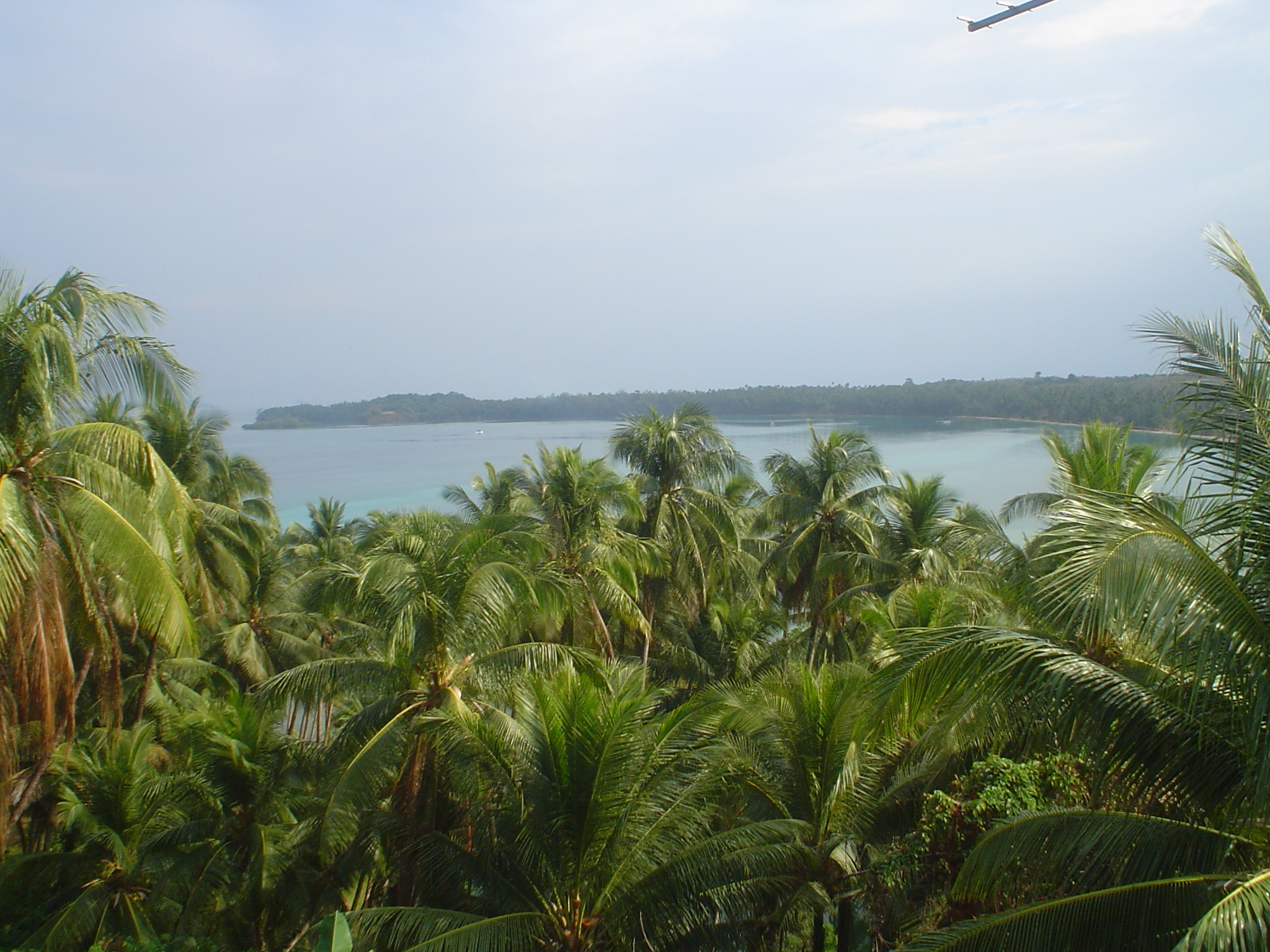
Vue des collines couvertes de cocotiers
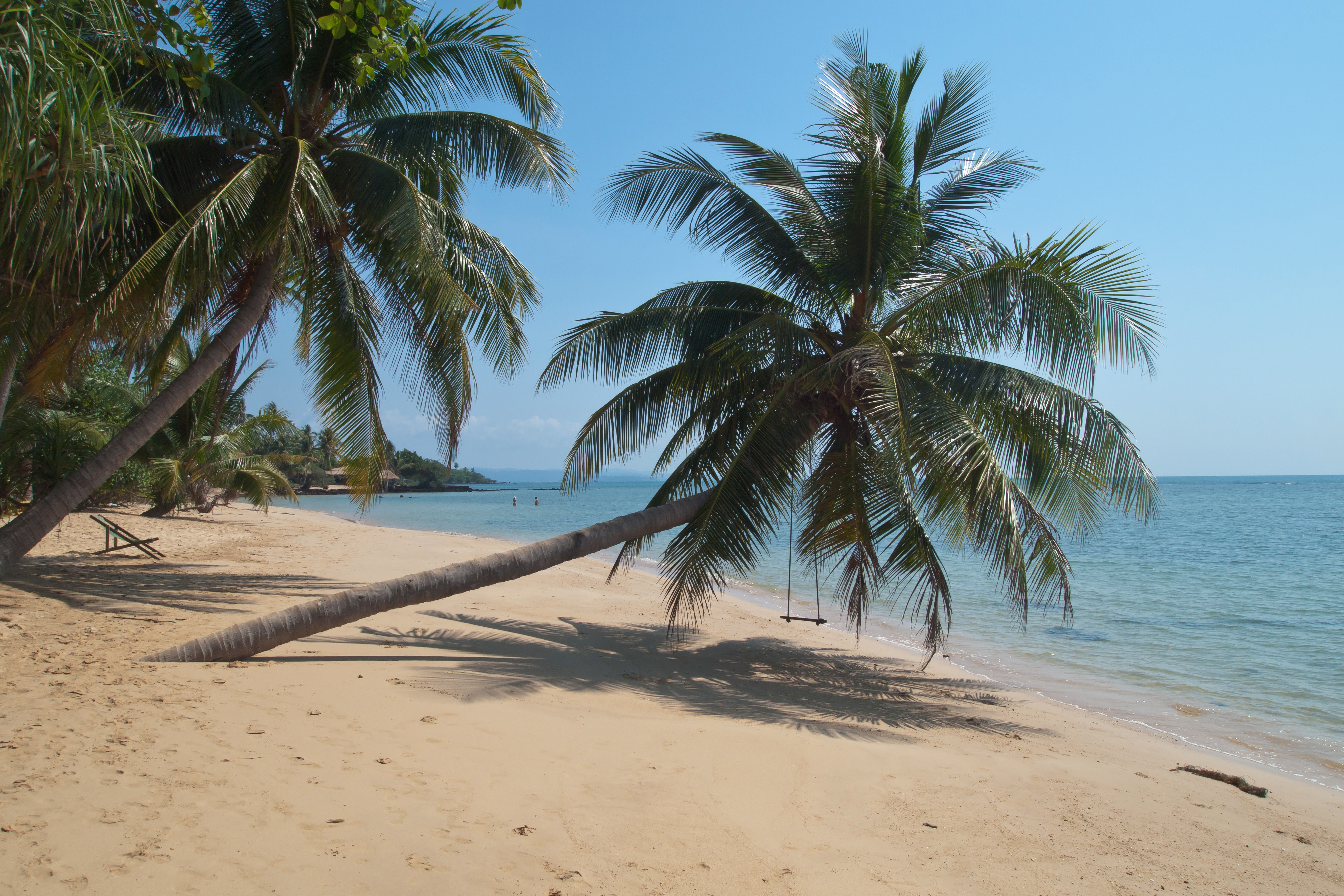
Plage de sable blanc et cocotiers
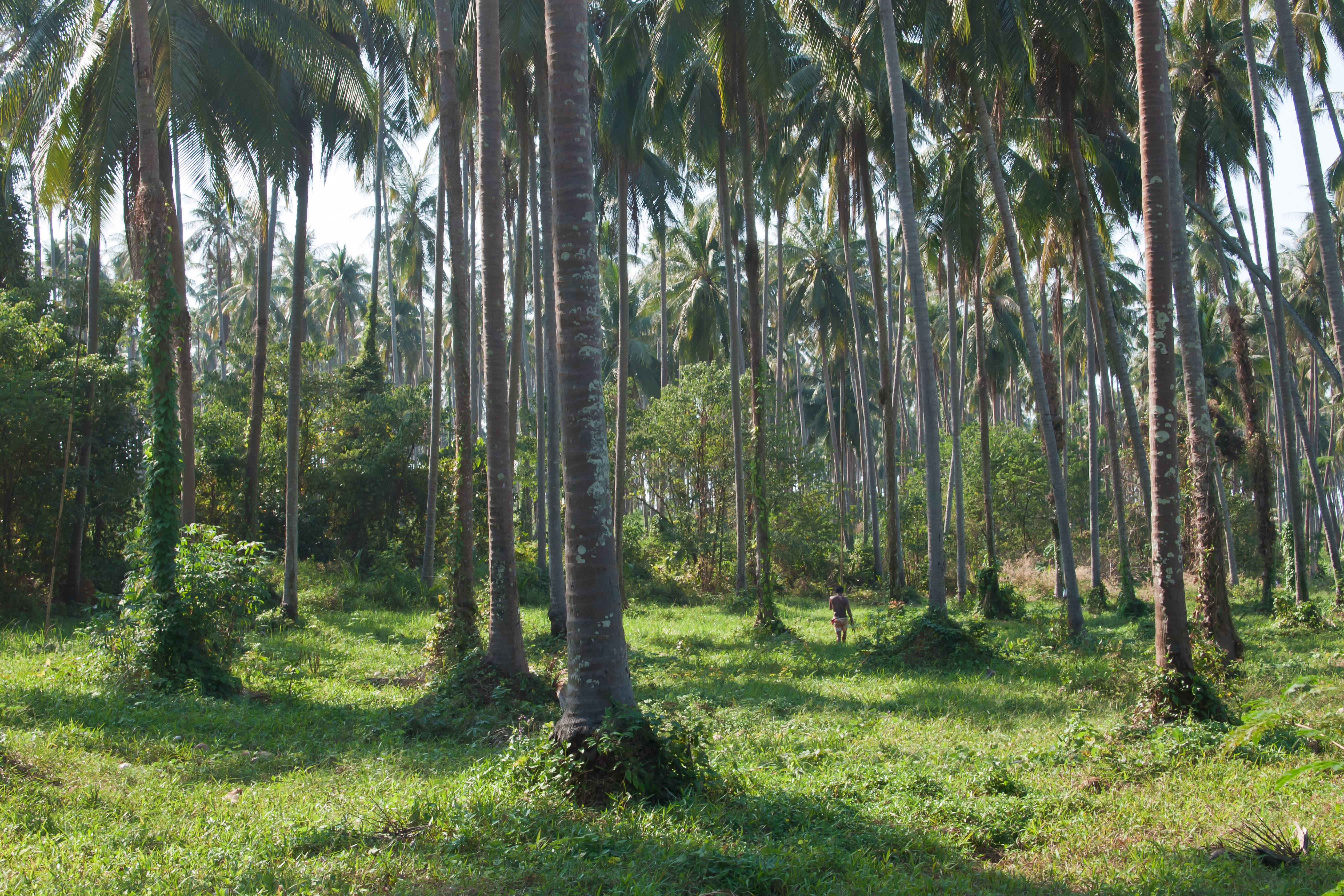
Plantation de cocotiers
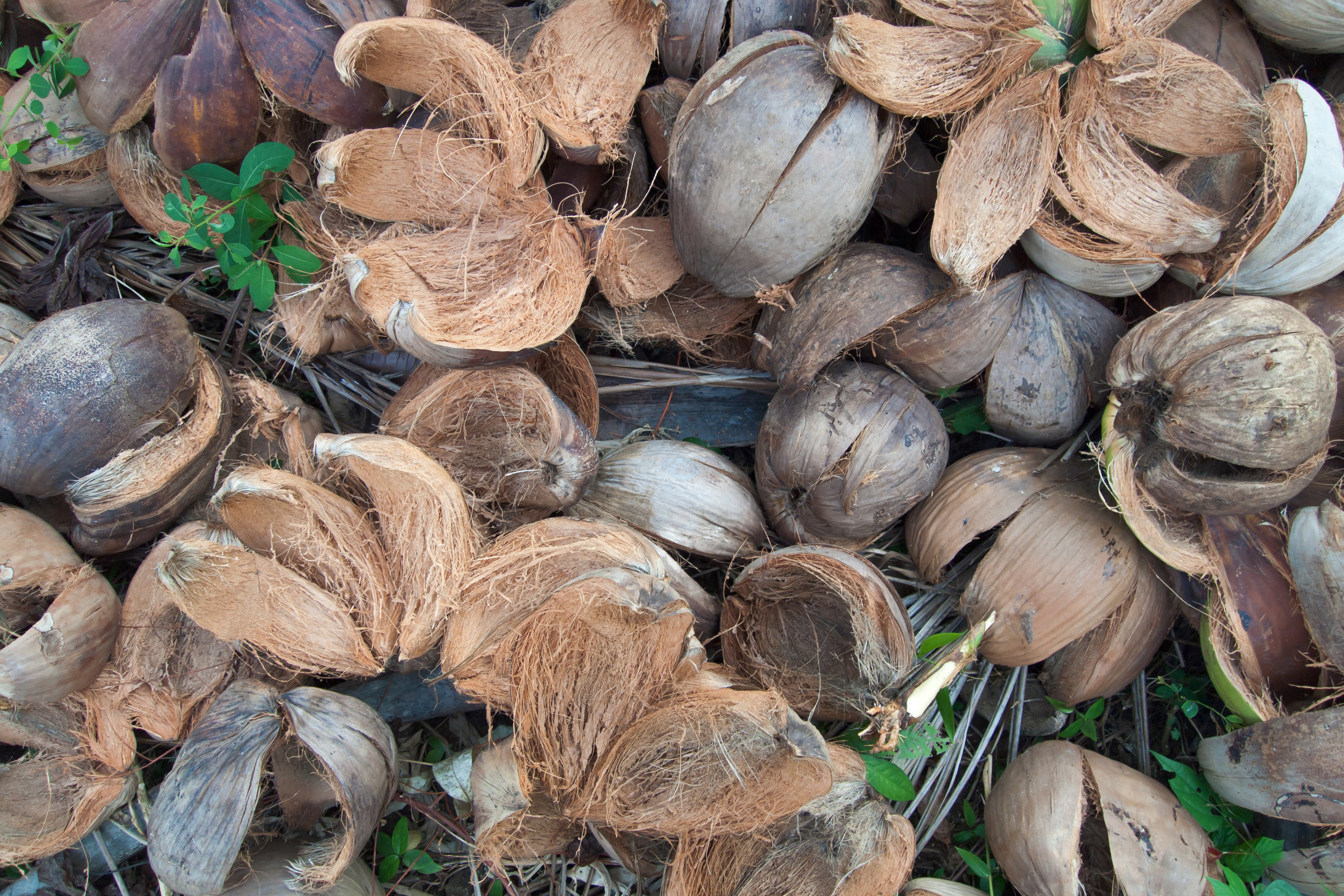
Noix de coco
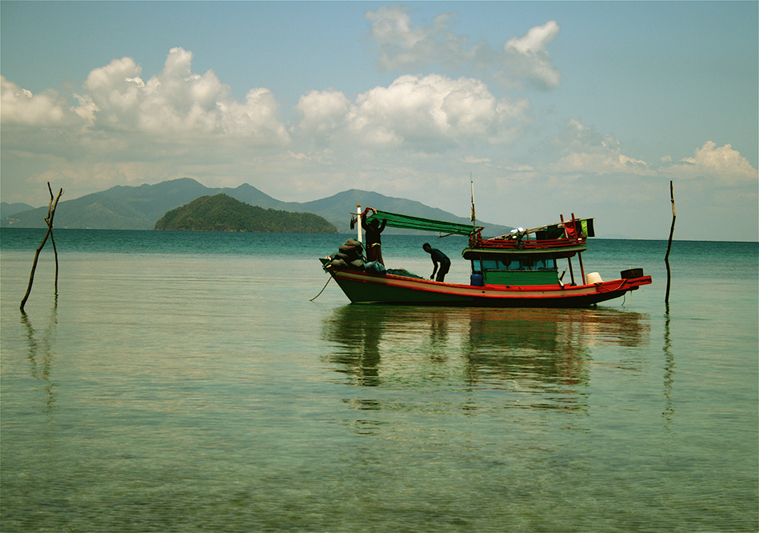
Bateau de pêcheur